# نردبان یعقوب (فیلم)
نردبان یعقوب یا نردبان جیکوب (به انگلیسی: Jacob's Ladder) یک فیلم ترسناک روانشناسانه محصول ۱۹۹۰ کشور آمریکا به کارگردانی آدریان لین و بازی تیم رابینز و دنی آیلواست. فیلمنامه‌نویسی و تهیه‌کنندگی این فیلم را بروس جوئل رابین به عهده داشته‌است. شرکت «کارولکو پیکچرز» یک سال قبل از تهیه فیلم مشهور نابودگر ۲: روز داوری این فیلم را تهیه کرد؛ که البته داستان و فیلمنامه آن ده سال قبل توسط بروس رابین نوشته شده بود. فیلم با داشتن امتیاز ۷۰٪ در وبگاه راتن تومیتوز و امتیاز ۷٫۶ از ۱۰ در وبگاه بانک اینترنتی اطلاعات فیلم‌ها، همراه با فروشی مناسب و قرار گرفتن در بسیاری از فهرست‌های مربوط به فیلم‌های دلهره‌آور و ترسناک، فیلم موفقی محسوب می‌شود.

## داستان
داستان فیلم در مورد کهنه‌سربازی به نام جیکوب سینگر است که پس از بازگشت از جنگ ویتنام سعی می‌کند سلامت عقل خود را حفظ کند. در واقع او به وسیله وهم و خیالات و همچنین فلش بک‌هایی از گذشته که خاطرات بد جنگ را برای او زنده می‌کنند، به ستوه آمده‌است. همچنان که افراد و دنیای اطراف جیکوب تغییر می‌کنند، جیکوب به سرعت وارد بحرانی بزرگ می‌شود…

## بازخورد
دیوید کوک بیان می‌کند:
این فیلم به طرز ماهرانه‌ای کارگردانی شده است که مشاهدات اجتماعی دقیق را با تصاویر جذاب و وحشت ماوراء طبیعی ترکیب می‌کند.